# The Big Picture
The Big Picture är det 26:e studioalbumet av den brittiske sångaren Elton John. Albumet släpptes 1997 och innehåller fyra singlar, "Live Like Horses" (en duett med Luciano Pavarotti endast för singelversionen), "Something About the Way You Look Tonight", "Recover Your Soul" och "If the River Can Bend".
Albumet var tillägnat Elton Johns vän modedesignern Gianni Versace, som mördades några månader innan albumet släpptes. Detta var det sista Elton John-albumet hittills som producerades av Chris Thomas, som hade arbetat med John sedan albumet The Fox (1981).

## Låtlista
Alla låtar skrivna av Elton John och Bernie Taupin.
1. "Long Way from Happiness" – 4:47
2. "Live Like Horses" – 5:02
3. "The End Will Come" – 4:52
4. "If the River Can Bend" – 5:23
5. "Love's Got a Lot to Answer For" – 5:02
6. "Something About the Way You Look Tonight" – 5:09
7. "The Big Picture" – 3:46
8. "Recover Your Soul" – 5:18
9. "January" – 4:02
10. "I Can't Steer My Heart Clear of You" – 4:10
11. "Wicked Dreams" – 4:39

## Musiker
- Elton John – piano, orgel, vokal
- Guy Babylon – keyboard
- Bob Birch – basgitarr
- Paul Carrack – orgel på "Something About the Way You Look Tonight"
- Davey Johnstone – gitarrer
- John Jorgenson – gitarrer
- Charlie Morgan – trummor, perkussion
- Matthew Vaughan – keyboard, perkussion

## Listplaceringar
| Lista (1997)                        | Högsta placering |
| ----------------------------------- | ---------------- |
| Australien (ARIA Charts)            | 5                |
| Austrian Albums Chart               | 1                |
| Belgien (Ultratop Flandern)         | 10               |
| Belgien (Ultratop Vallonien)        | 3                |
| Kanada (Canadian Albums Chart)      | 14               |
| Danmark (Tracklisten)               | 2                |
| Nederländerna (MegaCharts)          | 8                |
| Europa (European Top 100 Albums)    | 1                |
| Finland (Finlands officiella lista) | 4                |
| Frankrike (SNEP)                    | 4                |
| Tyskland (Media Control Charts)     | 8                |
| Ungern (Mahasz)                     | 13               |
| Italien (Hit Parade Italia)         | 1                |
| Japan (Oricon)                      | 19               |
| Nya Zeeland (RIANZ)                 | 7                |
| Norge (VG-lista)                    | 2                |
| Spanien (PROMUSICAE)                | 5                |
| Sverige (Sverigetopplistan)         | 2                |
| Schweiz (Schweizer Hitparade)       | 1                |
| Storbritannien (UK Albums Chart)    | 3                |
| USA (Billboard 200)                 | 9                |